# Gylp
En gylp på tøj er stykke klæde, der dækker en åbning der bruger en lynlås, velcro eller knapper til at lukke. Ordet bruges almindeligvis om den lille åbning over lysken i et par bukser, shorts eller andre klæder. Den bruges også på overfrakker, hvor et lignende design bruges til at dække en række knapper. Dette er almindeligt på enkeltradede frakker som chesterfield og covertcoats.
En åben gylp, er en gylp, hvor lånlåsen eller knapperne ikke er blevet lukket.
Historisk har der varieret om bukser er blevet fremstillet med eller uden gylp. Oprindeligt havde de ingen gylp eller andre åbninger. Brugen af skamkapsel, der er en separat del der sidder fast på bukserne, blev populær i 1500-tallets Europa, og det udviklede sig senere til et bredt stykke stof der var fastgjort i bunden, men med gylp i begge sider. Gylp i midten kom først frem senere.